# Бой у Ярославиц
Бой у Ярославиц — первое и последнее крупное кавалерийское сражение Первой мировой войны, имевшее место 8 (21) августа 1914 года близ деревень Ярославице и Волчковцы, что в 5 км от г. Зборова, между русской 10-й кавалерийской дивизией генерала графа Ф. А. Келлера и 4-й австрийской кавалерийской дивизией генерала Эдмунда Риттера фон Заремба.
Встречный бой под Ярославицами впоследствии был назван историками и военными специалистами последним кавалерийским боем мировой истории.

## Предыстория
В самом начале войны 10-я кавалерийская дивизия генерала Келлера действовала в полосе Юго-Западного фронта, и в числе прочих конных частей, была выдвинута перед фронтом перешедшей австрийскую границу и начавшей развертывание 3-й армии генерала Н. В. Рузского. Целью дивизии было прикрытие развертывания 3-й армии, активная разведка и прорыв австрийской завесы, прикрывающей развертывание вражеских войск с установлением контакта непосредственно с главными силами противника. Не вызывала никаких сомнений перспектива встречи при этом с австрийской конницей, которая вела постоянное скрытое маневрирование вдоль границы. Русские кавалеристы ждали этого момента с нетерпением, к нему готовились, однако противник избегал вступать в бой с русской кавалерией.
Донесение о появлении перед фронтом 10-й дивизии кавалерии противника, двигавшейся по направлению к дислоцированной севернее русской 9-й кавалерийской дивизии, было встречено с радостью, и было решено идти на выручку этой дивизии, двинуться в её сторону и атаковать кавалерию противника.
Генерал Келлер вместе со своим штабом и конвоем ехал в голове колонны, сразу следом за боевыми разъездами. Въехав на холм лощины, командующий и его штаб увидели на вершине противоположного склона австрийских кавалеристов в парадных мундирах, которые готовились к бою в развернутом строю.

## Силы сторон и особенности позиций
Хотя и с той, и с другой стороны противники были представлены одной дивизией, на стороне австрийцев было двукратное преимущество: в 4-й австрийской дивизии было 20 эскадронов против 10 эскадронов в составе русской 10-й кавалерийской дивизии.
Преимущество австрийцев заключалось также и в выборе ими позиции, когда русские были вынуждены атаковать снизу вверх, на подъёме, а австрийцы ожидали столкновения, в расчете на то, что кони русских кавалеристов к этому моменту устанут. Гребень скрывал от русской кавалерии и её штаба как истинные силы австрийцев, так и их построение.
Довоенные маневры обеспечили австрийскому командующему генералу Зарембе отличное знание местности, где предстояло сражаться.
Изначальные позиции противников находились на вершинах противоположных скатов лощины, на расстоянии примерно 500 метров.

## Ход сражения
Сражение началось с атаки русских кавалеристов, полки которых начали выстраивать фронт и выходить галопом в одну линию. Драгуны и уланы наступали справа от холма, где был расположен штаб Келлера, гусары — слева.
Согласно указаниям графа Келлера по управлению в бою конными массами, которые ещё в 1910 году генерал описывал в своей работе, и на учениях в мирное время обучал своих подчиненных, в задачу командира полка входило указание цели до начала атаки, после чего кавалеристы должны действовать и принимать решения уже самостоятельно. И в начале атаки 8 августа последний приказ начальника дивизии, решивший во многом исход боя с превосходящими силами противника, был отдан скакавшему чуть впереди Келлера командиру гусарского полка полковнику Богородскому:

Держаться на уступе! Атаковать во фланг!
Русские уланы и драгуны начали спуск в лощину под огнём австрийских пулеметов, которые тем не менее удержать русскую конницу уже были не в состоянии. Австрийская конница всё время, пока русские кавалеристы пересекали лощину, оставалась неподвижной и двинулась сверху вниз лишь тогда, когда уже поднимавшиеся к «австрийскому» холму русские были шагах в 300 от вершины.
В момент столкновения, согласно наставлениям и методологии кавалерийского боя генерала графа Келлера, преподанным им в мирное время, русская конница 10-й кавалерийской дивизии использовала против вражеской кавалерии пики, подняв в воздух и смяв первую линию австрийской кавалерии. Далее началась беспощадная сеча, в которой рубилось с обеих сторон более 2500 всадников.
В разгар боя к генералу Келлеру прискакал всадник, сообщивший о наличии у австрийских кавалеристов в бою обременительных в походе парадных металлических касок, которые затруднительно разрубить. Поэтому последовавший совет графа оказался весьма полезным, несмотря на то, что многим австрийцам каски спасли жизнь, многие все же, как впоследствии выяснилось, были поражены именно таким способом: 

Бей их в морду и по шее!
Следующая фаза сражения поставила русских в критическое положение: скрыв за гребнем свои подлинные, вдвое превосходившие русских силы, австрийцы нанесли ещё два последовательных мощных удара. Следом за первой линией из 6-8 эскадронов удар нанесла вторая линия силой в 6 эскадронов, вслед за которой ударила последняя линия численностью в 4 эскадрона кавалерии. Атака австрийцев была настолько мощной, что русские драгуны и уланы начали сдавать. Преследуя отступающую русскую кавалерию, в тыл пронёсся целый австрийский эскадрон, прошедший в интервал между русскими войсками. Устранять опасность пришлось самому командующему русской дивизией генералу Келлеру, приказавшему: 

Штаб и конвой — в атаку!
Атаковав австрийский эскадрон во фланг, граф Ф. А. Келлер во главе своего конвоя состоящим из взвода казаков 1-го Оренбургского полка и несколькими случайными всадниками смял его.
Судьбу боя решил атаковавший, согласно инструкции начальника дивизии, на уступе слева 10-й гусарский Ингерманландский полк. Полк полковника Богородского подошел к месту боя как раз в момент, когда вела наступление третья, последняя линия австрийских кавалеристов, атаковав и смяв эти 4 эскадрона и предотвратив катастрофический удар по отступавшим русским полкам, начинавшим это сражение. Находившийся также на левом фланге ротмистр И. Г. Барбович во главе своего эскадрона атаковал и захватил австрийскую артиллерию, заняв стратегически важную опушку, где она была дислоцирована.
Преследование и рубка смятой австрийской кавалерии продолжалась столько, сколько выдерживали лошади преследовавших. Отступавшим австрийцам последний путь отхода перекрыла сотня Оренбургского казачьего полка, занявшая единственную переправу в тыл изначальному расположению противника через реку Стрыпу.

## После битвы
После боя начальник дивизии объехал поле сражения, останавливаясь около раненых и утешая их.
После построения на месте недавнего боя граф Келлер поздравил свои эскадроны с одержанной победой. В этот момент к месту торжества русской кавалерии подошли авангарды 9-й кавалерийской дивизии.

## Итоги сражения
Несмотря на двукратное преимущество и удобства выбранной позиции, позволившей в ходе боя австрийцам преподнести неприятный и неожиданный сюрприз русским войскам, австрийская кавалерийская дивизия из 20 эскадронов была полностью разгромлена. Потери австрийцев составили 969 бойцов убитыми и ранеными. В плен попало 250 кавалеристов и 400 пехотинцев. В качестве трофеев дивизии Келлера достались 300 лошадей, 8 орудий с зарядными ящиками, пулеметы, штабная документация разгромленной австрийской дивизии.
Потери «келлеровской» дивизии составили 150 бойцов.
Успех русской кавалерии в бою под Ярославицами был достигнут благодаря превосходной выучке келлеровских кавалеристов, отточенной в довоенные годы, а также роли командира дивизии в ходе сражения. Согласно свидетельству участника боя штабс-капитана А. В. Сливинского:

[Федор Артурович] проявил удивительное присутствие духа, ясность мысли, быстроту решений и отличный глазомер. В бою 8/21 августа с особой яркостью обрисовались дарования этого истинного кавалерийского начальника— А. В. Сливинский
Военный историк А. А. Керсновский отмечает успех русской конницы, а также неумение высших военачальников воспользоваться блестящей победой для развития успеха:

К сожалению, штаб 3-й армии не сумел воспользоваться этим блестящим успехом. Победа у Ярославице […] окрылила нашу конницу, но все её возможности, увы, не были использованы— А.А. Керсновский История Русской Армии.
В достижении громкого успеха большую роль сыграла выучка русской кавалерии, превосходившей неприятельскую в искусстве владения холодным оружием, умением и способностью к маневру и скоростью своих действий. Главную же роль в успехе боя сыграло то, что дивизия «имела во главе искусного и решительного кавалерийского начальника, поставившего себе целью уничтожить врага во что бы то ни стало».
Бой у Ярославиц стал единственным в ходе войны столкновением двух кавалерийских дивизий в ситуации один на один.

## Награждения
За проявленную доблесть в бою 8 августа близ Ярославиц многие из бойцов 10-й кавалерийской дивизии получили высокие награды. Одними из первых в Великую войну 23 сентября 1914 года генерал-лейтенант Ф. А. Келлер, генерал-майор В. Е. Марков, командиры донских казачьих батарей были награждены орденами Святого Георгия 4-й степени. Ротмистр И. Г. Барбович, командиры полков дивизии и некоторые офицеры были награждены Георгиевским оружием. 10-й гусарский Ингерманландский полк за его роль в переломе сражения и атаку ведшей огонь батареи австрийцев был представлен к награде Георгиевским Штандартом.